# Bydgoszcz
Bydgoszcz (← poloneză, poloneză veche Bydgozyca, germană Bromberg, latină Bydgostia) este un municipiu în Polonia, capitala voievodatului Cujavie-Pomerania. Are o populație de 366 074 locuitori (area urbană: 460 800) și suprafață de 174,57 km².
Orașul Bydgoszcz se dezvoltă mai proeminent în secolul al XIX-lea, datorită revoluției industriale, garnizoanei considerabile și Canalului Bydgoszcz (în poloneză Kanał Bydgoski), care s-a deschis în 1774, oferind o verigă lipsă între traseele de apă din Europa de Est și Europa de Vest. Chiar și acum pentru a naviga din Belarus în Franța singura cale ar fi prin Bydgoszcz. 
În Bydgoszcz există tramvai pe apă care leagă, în mod convenabil, un centru comercial din est cu o arenă de sport în vest prin orașul vechi din luna mai pînă în octombrie. Arhitectura contemporană excelentă se observă pe malul rîului Brda unde se află sediul Băncii BRE, finalizată în 1998, și pe o insulă verde (în poloneză Wyspa Młyńska), unde se situează un parc care este precum o oază în timpul cald al anului. Din vecinătate, ai parte de o vedere deosebită spre canal, astfel Bydgoszcz ajunge să fie numit Venetia Nordului.

### Filharmonica ”Pomorska”
Orașul este vestit prin sălile sale muzicale. Chiar dacă a fost construit în urmă cu vreo șaizeci de ani Filarmonica ”Pomorska” (în poloneză Filharmonia Pomorska im. Ignacego Jana Paderewskiego) este, în continuare, considerată a avea cea mai bună acustică din țară. Recent Bydgoszcz a finalizat o Sală de Operă începută în 1974. O carcasă din beton a clădirii neterminate se ivi deasupra orașului de zeci de ani, ca un testament pentru ineficiența statului comunist și iluziei de grandoare ale aparatului local. Deschisă în 2006,  Opera Nova, cu 860 de locuri este o sursă de mândrie civică. De asemenea, servește drept centru de convenții și în luna decembrie a anului 2010 a devenit sediu al Festivalului Internațional de Cinematografie - Camerimage. Acesta e cu adevărat o onoare bine meritată pentru unul dintre orașele atît de puțin cunocute din Polonia.

## Galerie de imagini

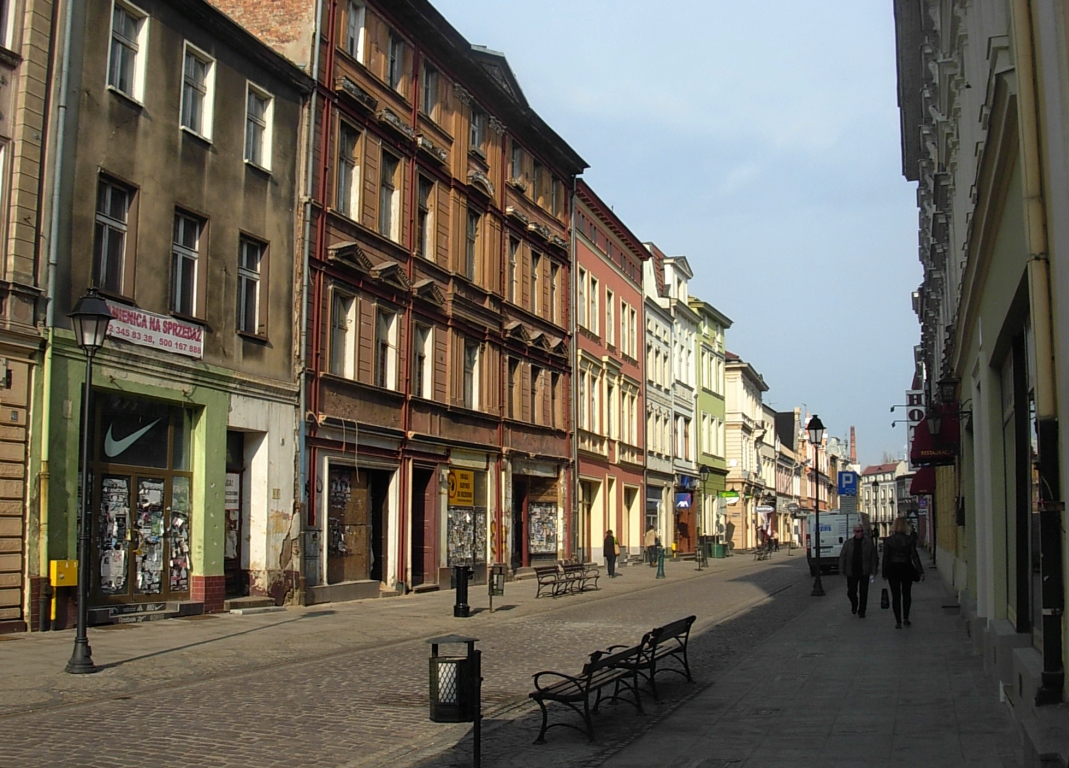
Strada Długa
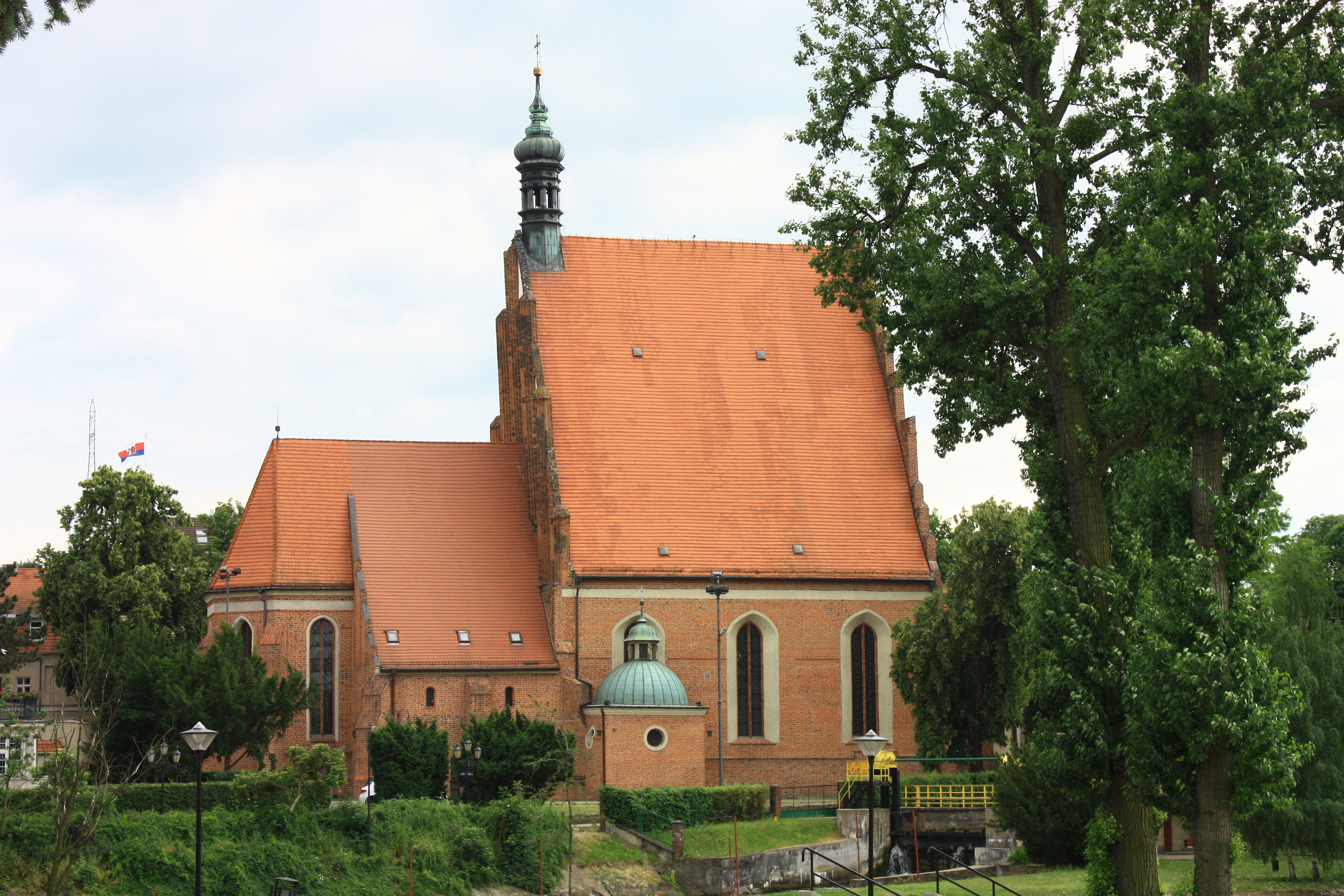
Catedrala din Bydgoszcz
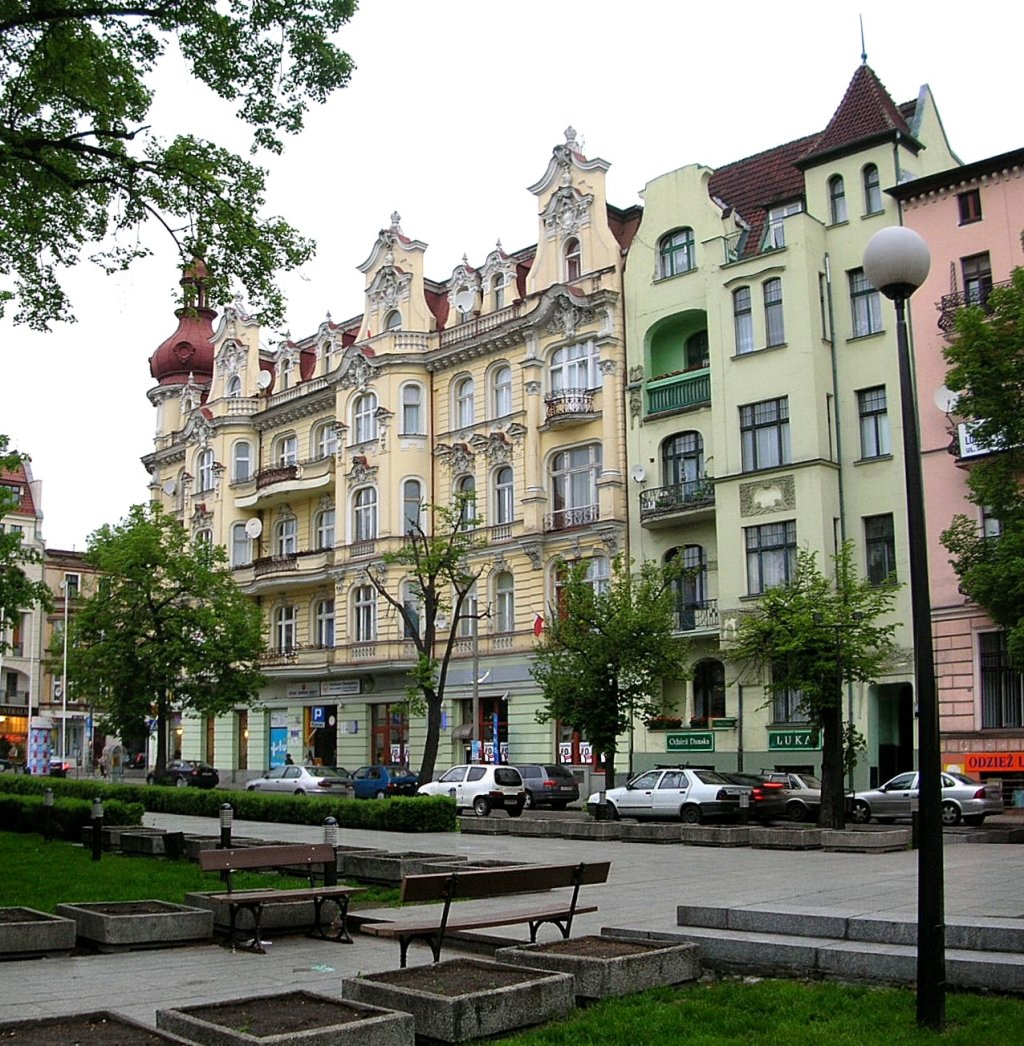
Piața Libertății
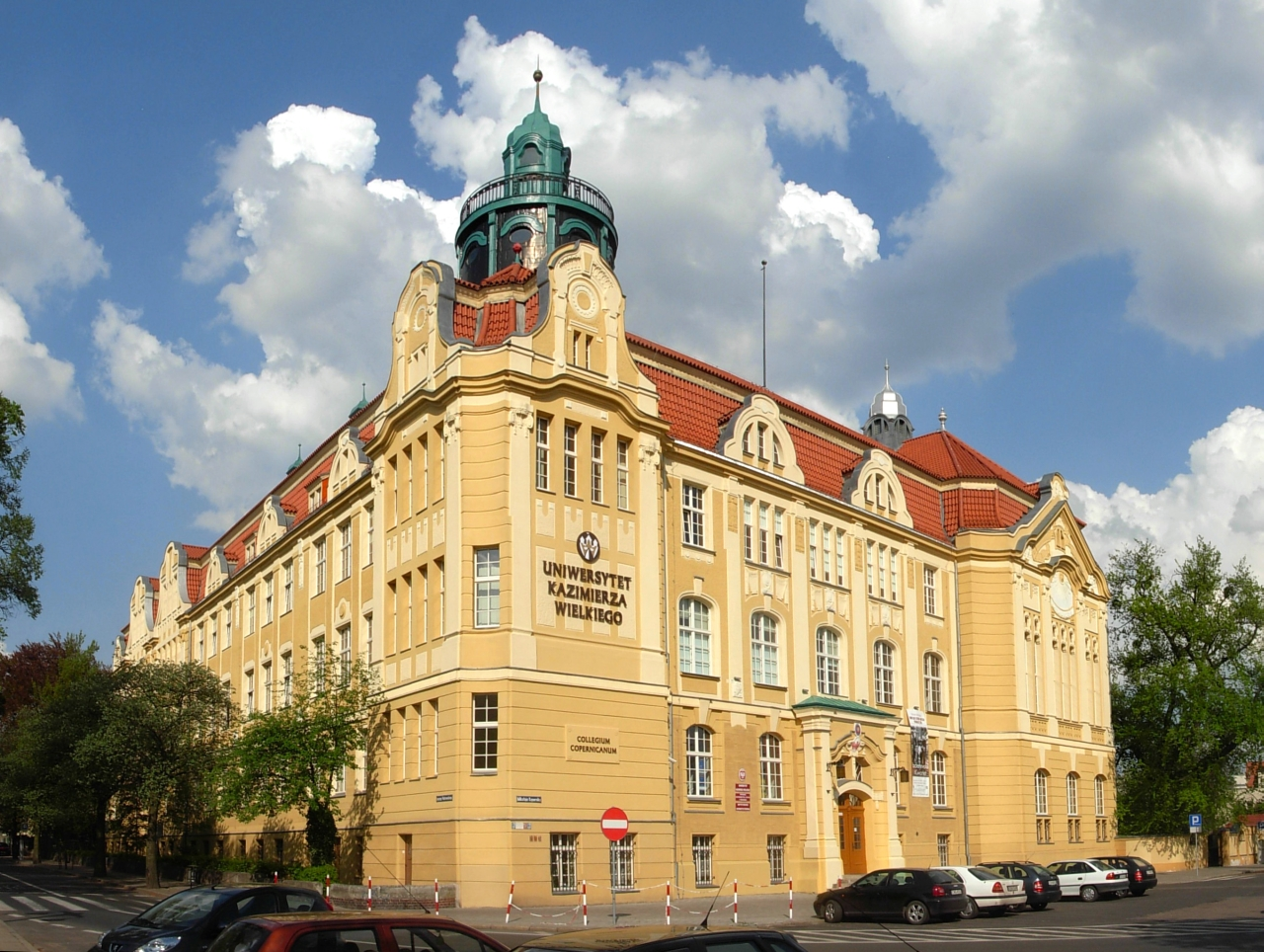
Universitatea Kazimierz Wielki
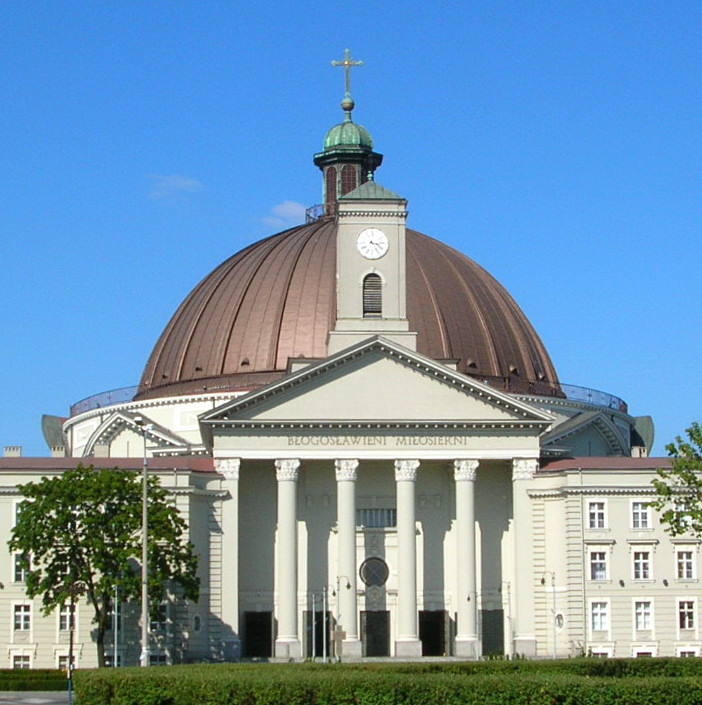
Basilica Sfântul Vincențiu de Paul
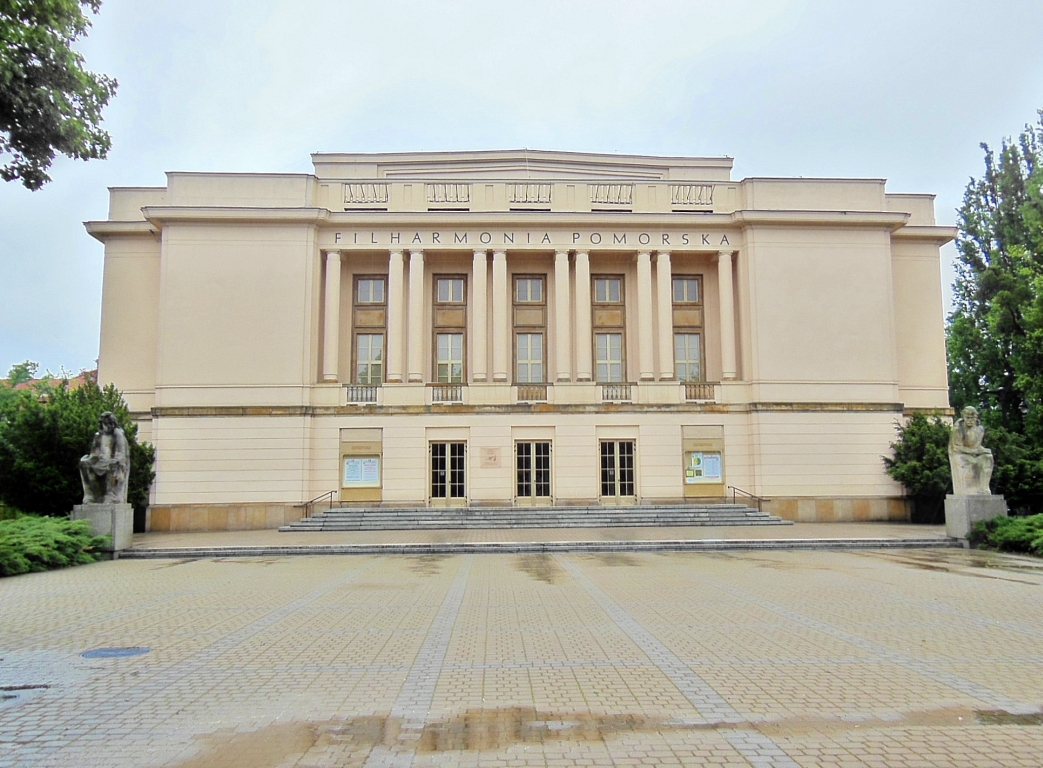
Filharmonica Pomorska
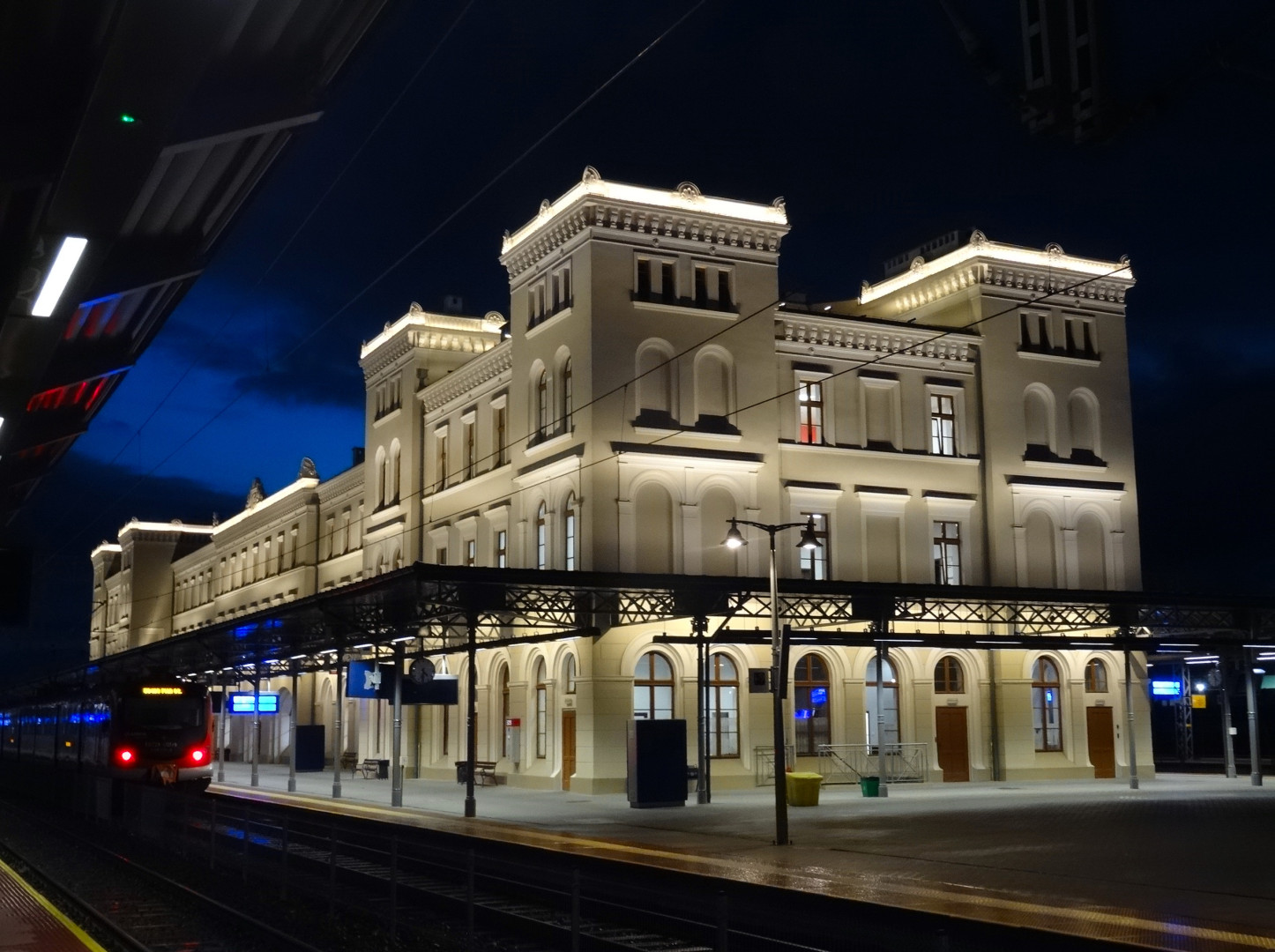
Gara centrală
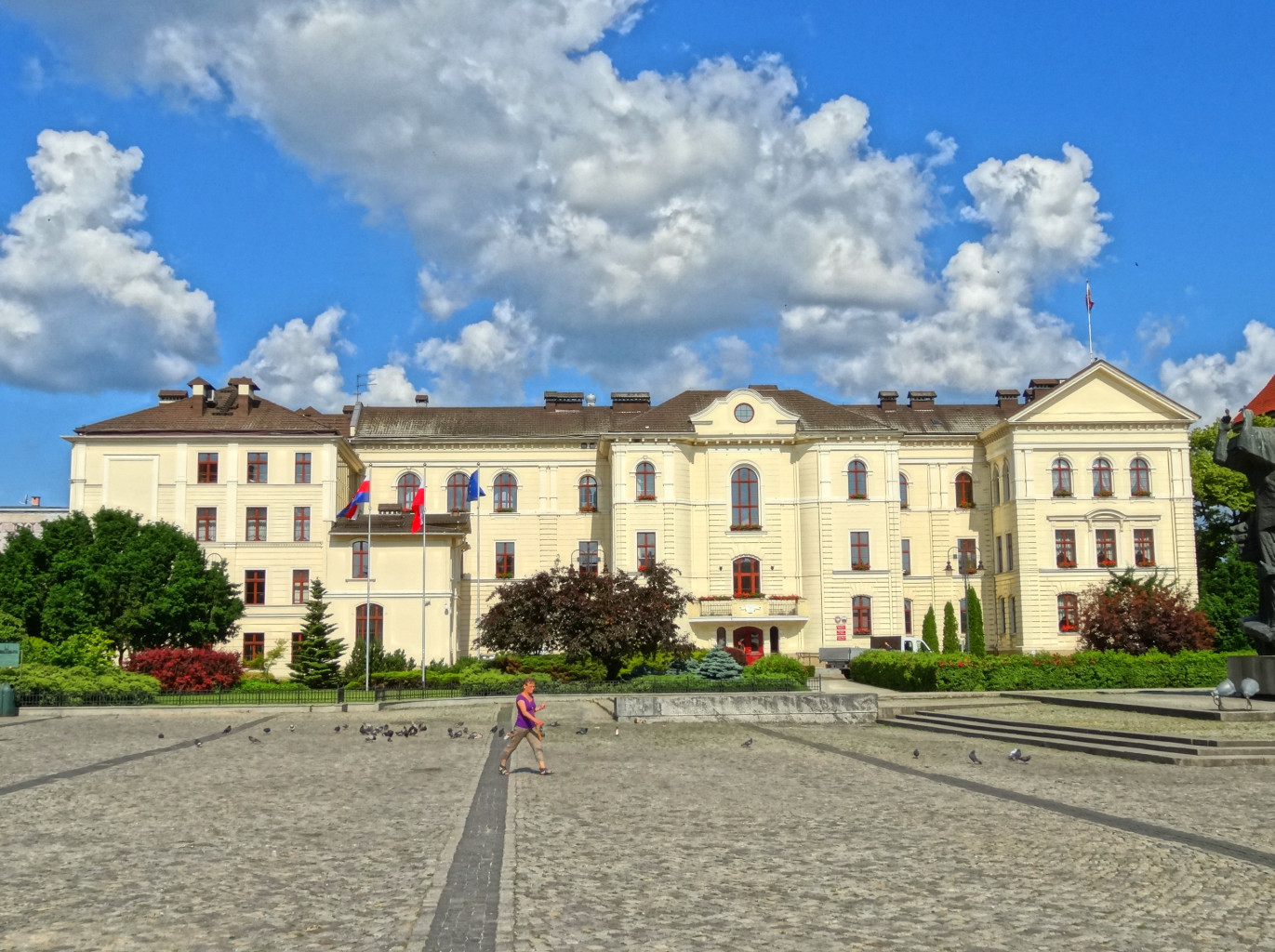
Primăria
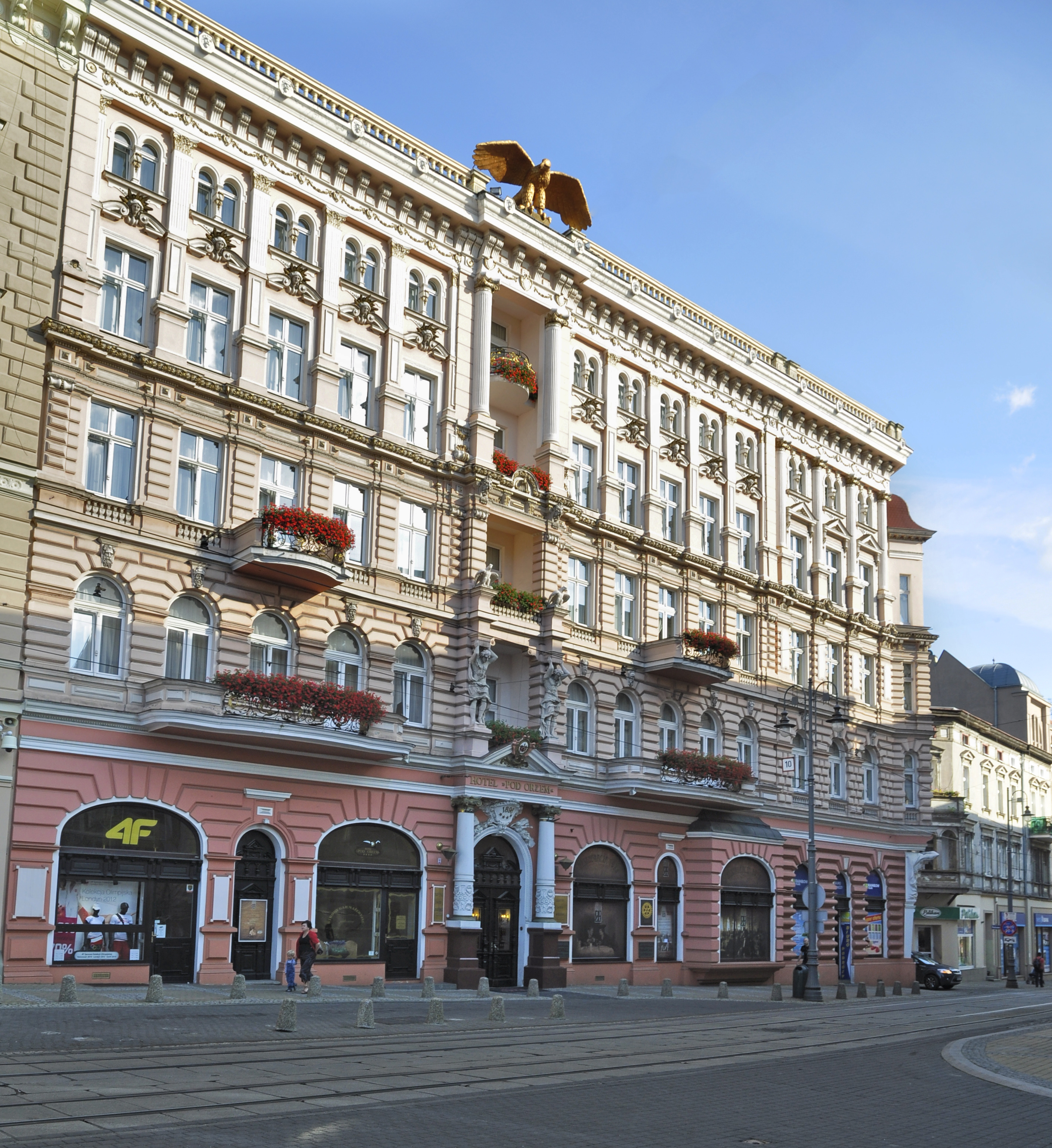
Hotel Pod Orłem

## Personalități născute aici
- Wolfgang Schmieder (1901 - 1990), muzicolog german;
- Marian Rejewski (1905 - 1980), matematician;
- Ola Obarska (1910 - 1994), actriță, cântăreață;
- Grażyna Szapołowska (n. 1953), actriță;
- Zbigniew Boniek (n. 1956), fotbalist;
- Wojciech Łobodziński (n. 1982), fotbalist.

## Orașe înfrățite

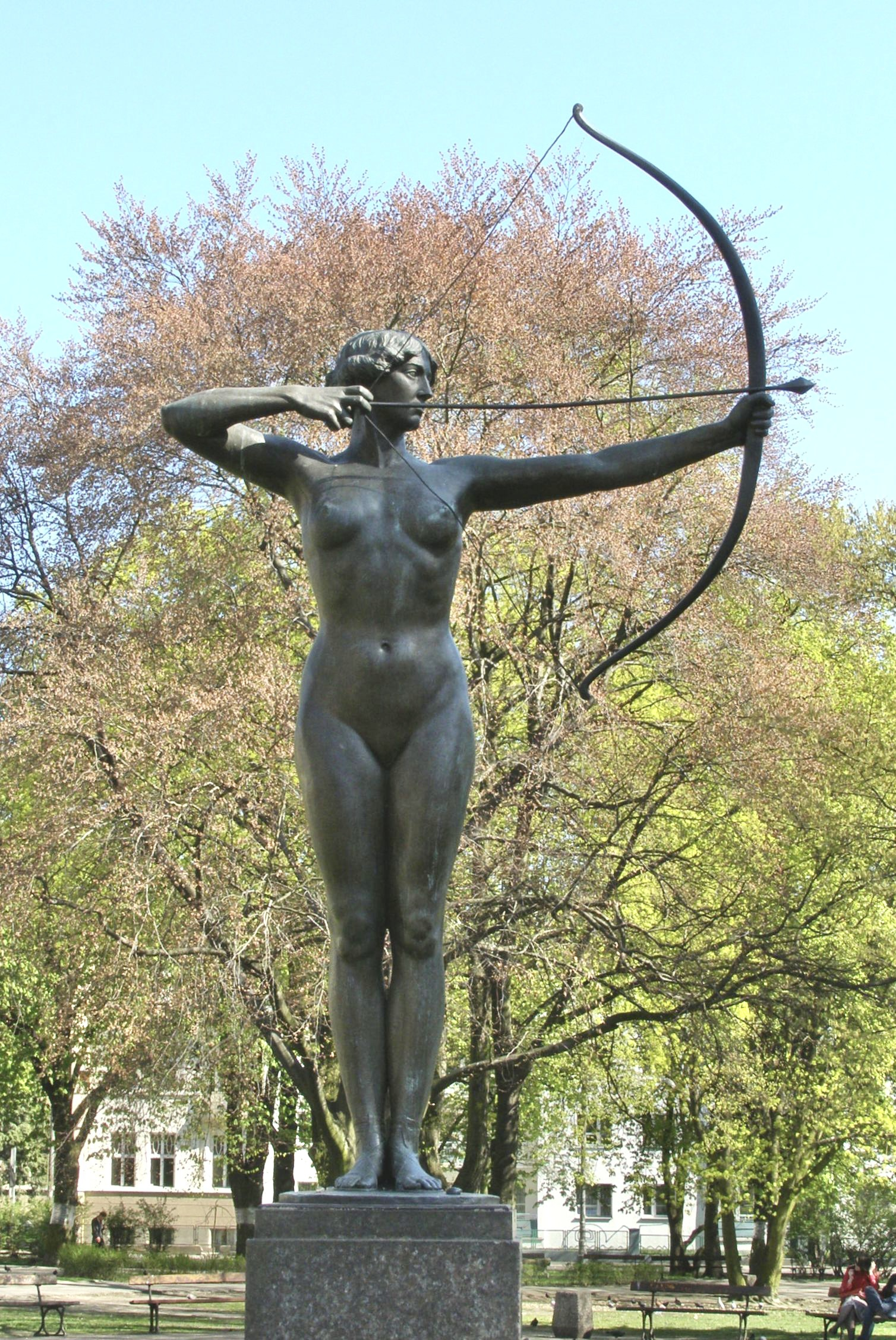
Łuczniczka (The Archeress), Ferdinand Lepcke, 1897

| Orașe înfrățite |                            |            |
| Oraș            | Țara                       | An         |
| Reggio Emilia   | Italia                     | 12.04.1962 |
| Kragujevac      | Serbia                     | 23.07.1971 |
| Mannheim        | Germany                    | 26.11.1991 |
| Hartford        | Statele Unite ale Americii | 30.09.1996 |
| Pavlodar        | Kazahstan                  | 10.04.1997 |
| Perth           | Regatul Unit               | 9.05.1998  |
| Cherkasy        | Ucraina                    | 13.09.2000 |
| Kremenchuk      | Ucraina                    | 30.06.2004 |
| Patras          | Grecia                     | 8.10.2004  |
| Ningbo          | China                      | 28.12.2005 |
| Wilhelmshaven   | Germania                   | 19.04.2006 |
| Pitești         | România                    | 22.06.2007 |
| Sliven          | Bulgaria                   | 9.09.2019  |